# 21 Batalion Dowodzenia

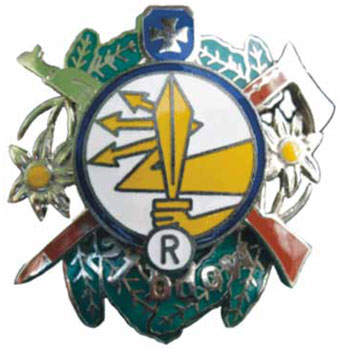
Odznaka pamiątkowa batalionu

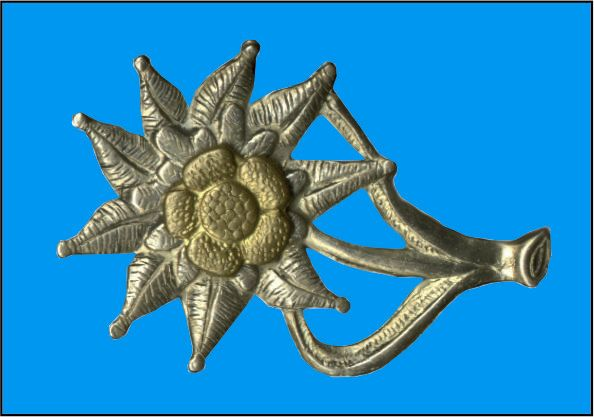
Proporzec na beret 21 bdow

21 Batalion Dowodzenia  im. gen. bryg. Zygmunta Bohusza-Szyszko (21 bdow) – pododdział dowodzenia i łączności Sił Zbrojnych RP podporządkowany dowódcy 21 Brygady Strzelców Podhalańskich w Rzeszowie.

## Tradycje
21 batalion dowodzenia sformowano zarządzeniem Szefa Sztabu Generalnego WP nr 049/Org. z dnia 26 maja 1993 i rozkazem Dowódcy 21 Brygady Strzelców Podhalańskich nr 039 z 31 sierpnia 1993.
Zgodnie z decyzją nr 67/MON Ministra Obrony Narodowej z dn. 06 maja 1997, dla zachowania w pamięci bohaterskich czynów bojowych żołnierzy „Podhalańczyków”, oddania hołdu gen. bryg. Zygmuntowi Bohuszowi-Szyszko oraz upamiętnienia daty najkrwawszej bitwy stoczonej przez Samodzielną Brygadę Strzelców Podhalańskich, batalion przejął dziedzictwo i z honorem kontynuuje tradycje:
- Samodzielnej Brygady Strzelców Podhalańskich (1939–1940),
- 9 kompanii łączności 9 Dywizji Piechoty (1940–1956),
- 16 batalionu łączności 9 Dywizji Zmechanizowanej (1956–1988).

Ponadto zgodnie z ww. decyzją MON, przyjął imię gen. bryg. Zygmunta Bohusza-Szyszko oraz ustanowiono doroczne święto batalionu na dzień 28 maja.
W 1997 batalion otrzymał sztandar wojskowy.
Decyzją Nr 263/MON Ministra Obrony Narodowej z dnia 13 lipca 2011 wprowadzono proporzec rozpoznawczy Dowódcy batalionu.
Decyzją Nr 411/MON Ministra Obrony Narodowej z dnia 3 listopada 2011 wprowadzono odznakę pamiątkową i oznakę rozpoznawczą batalionu.
Decyzją Nr 16/MON Ministra Obrony Narodowej z dnia 31 stycznia 2012 wprowadzono proporczyk na beret 21bdow.

## Struktura
- dowództwo i sztab
- 1 kompania dowodzenia
- 2 kompania dowodzenia
- kompania rozpoznawcza
- kompania logistyczna
- pluton chemiczny
- Patrol Saperski Nr 30
- Patrol Saperski Nr 33

Głównym zadaniem jednostki jest zabezpieczenie procesu dowodzenia i łączności Dowództwa 21 Brygady Strzelców Podhalańskich.
W swoim wyposażeniu batalion posiada m.in. Ruchome Węzły Łączności RWŁC-10/T, wozy dowodzenia, pojazdy BRDM-2, samochody osobowo-terenowe Honker i samochody ciężarowo-terenowe Star 266.

## Dowódcy batalionu
- mjr inż. Ludwik Siuta (26 maja 1993 – 30 września 1996)
- mjr mgr inż. Janusz Bury (01 października 1996 – 21 lutego 2000)
- mjr Marek Barć (22 lutego 2000 – 24 czerwca 2002)
- mjr Sławomir Szostak (25 czerwca 2002 – 31 stycznia 2006)
- ppłk dypl. Marek Barć (01 lutego 2006 – 28 lutego 2011)
- cz. p.o. mjr Janusz Kwiecień (01 marca 2011 – 17 października 2011)
- ppłk dypl. Zbigniew Pazura (17 października 2011 – 31 stycznia 2017)
- ppłk Zbigniew Cabała (01 lutego 2017 – 19 marca 2023)
- ppłk Bogdan Falkiewicz (20 marca 2023 – obecnie)